# Medari (Ngadirejo)
Medari is een bestuurslaag in het regentschap Temanggung van de provincie Midden-Java, Indonesië. Medari telt 2749 inwoners (volkstelling 2010).